# Пески (Екатеринбург)
{{#if:||
Пески — бывший посёлок в городской черте Екатеринбурга, на территории Кировского района города.

## Географическое расположение
Посёлок располагался на южном берегу озера Шарташ в Кировском районе Екатеринбурга, на левом берегу от ныне не существующего Шарташского Истока — начала реки Исток (приток Исети, после 1943 обмелел, после постройки в 1986 году нового подземного стока из озера в процессе освоения жилого района Комсомольский старый сток исчез окончательно). Западнее него находится урочище Шарташские каменные палатки (часть Шарташского лесопарка), южнее Малый и Большой Шарташские карьеры, юго-западнее жилой район Комсомольский (ЖБИ).
К посёлку существует подъезд со стороны улицы Высоцкого.

## История
Пески были основаны в 1910 году добытчиками шарташского песка. Чистый, среднезернистый песок добывался в зимнее время со дна озера через проруби, летом — с естественных песчаных пляжей, использовался в строительной отрасли
В 1930-е годы посёлок разросся за счет переселенцев из других областей страны. К середине 1950-х годов в посёлке было около сорока домовладений, размещённых по двум уличным линиям.
Не позднее 1950-х годов на набережной посёлка (на выступающем в озеро Шарташ мысу) была построена лодочная станция (одна из четырёх на озере). В постсоветское время перестала существовать.
Летом 1986 в результате резкого увеличения количества атмосферных осадков произошёл выход озера Шарташ из берегов; были затоплены дома в низменной части посёлка. В следующем году было начато отселение жителей подтопленных домов, а сами жилые дома снесены. К июлю 1997 года большая часть жителей посёлка Пески имела новое жилье.
На начало 2020-х годов в качестве городского топонима (улица пос. Пески) сохранилась только более возвышенная часть посёлка (около трети от когда-то существовавших домов).

## Административно-территориальная принадлежность
В досоветское время административно подчинялся Берёзовской волости Екатеринбургского уезда.
С 1923—1924 годов административно подчинялся Шарташскому сельсовету Берёзовского района Свердловского округа Уральской области.
В 1934 году Пески были включены в городскую черту Свердловска и подчинены Кировскому административному району города.
В 1962 году посёлок отнесен к Шарташскому жилому району Свердловска.

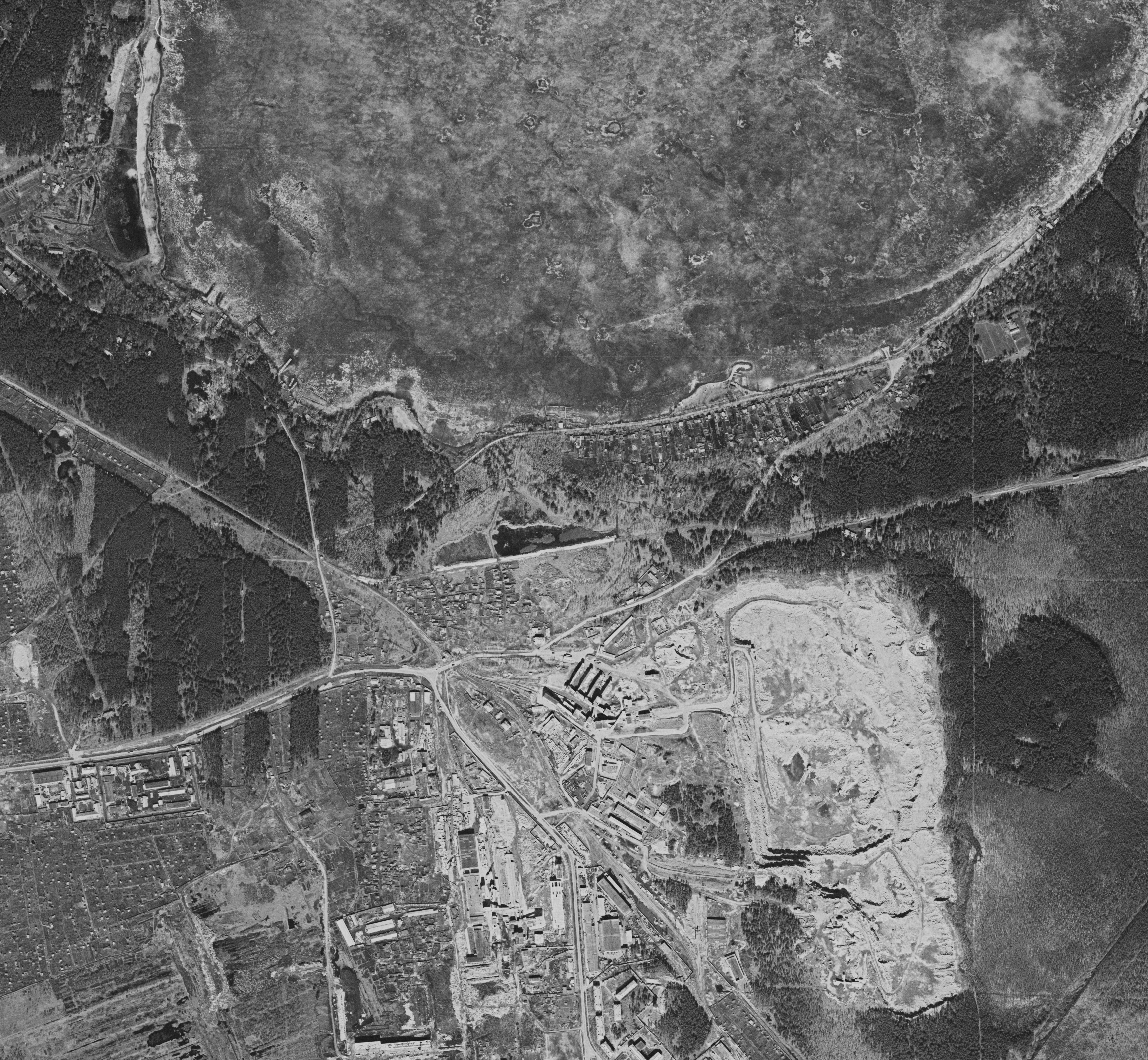
Окрестности посёлка Пески, снятые с одного из спутников KH-9 Hexagon, 15 апреля 1974 года

## Население
| 1926 | 36 | 17 | 19 | 9 |  | [ 3 ] |

## Транспорт
В относительной близости от посёлка (300—500 м) находится остановка общественного транспорта «Пески» (маршруты автобуса № 25 и 94).